# Schlotheimia breviseta
Schlotheimia breviseta är en bladmossart som beskrevs av Johan Ångström 1876. Schlotheimia breviseta ingår i släktet Schlotheimia och familjen Orthotrichaceae. Inga underarter finns listade i Catalogue of Life.